# NGC 3615
NGC 3615 é uma galáxia elíptica (E) localizada na direcção da constelação de Leo. Possui uma declinação de +23° 23' 51" e uma ascensão recta de 11 horas, 18 minutos e 06,5 segundos.
A galáxia NGC 3615 foi descoberta em 10 de Abril de 1785 por William Herschel.